# Mike Pratt
Michael John „Mike” Pratt (ur. 7 czerwca 1931 w Londynie, zm. 10 lipca 1976 w Midhurst) – brytyjski aktor filmowy i telewizyjny, a także autor tekstów piosenek. Należał do zespołu teatralnego Royal Shakespeare Company. Ojciec muzyka rockowego Guya Pratta.
Polskim telewidzom znany jest najbardziej z głównej roli w popularnym serialu kryminalnym Randall i duch Hopkirka (1969-71).
Aktor zmarł na raka płuca w wieku 45 lat.

## Wybrana filmografia
- Święty (1962-69; serial TV) jako Alex Morgan/Jeff Peterson (gościnnie)
- Wstręt (1965) jako robotnik
- Żyd Jakow (1968) jako ojciec Anastasy
- Randall i duch Hopkirka (1969-71; serial TV) jako Jeff Randall
- Morderczy cel (1972) jako wspólnik strażnika więziennego
- Czarny Królewicz (1972-74; serial TV) jako Simey
- Bracia (1972-76; serial TV) jako Don Stacey